# Пехчево
Пе́хчево (мак. Пехчево) — місто у Північній Македонії, адміністративний центр общини Пехчево, що в Східному регіоні країни.
Громада складається з — 3237 осіб (перепис 2002): 3067 македонців, 123 роми, 31 турок, 16 осіб інших етносів. Місто розкинулося в гірській місцевості (середні висоти — 1158 метрів) історико-географічної місцини Мелешево.

## Відомі люди
В Пехчеві народився Дімітар Поп-Георгієв, македонський правник і публіцист.